# Блеммии (мифические существа)

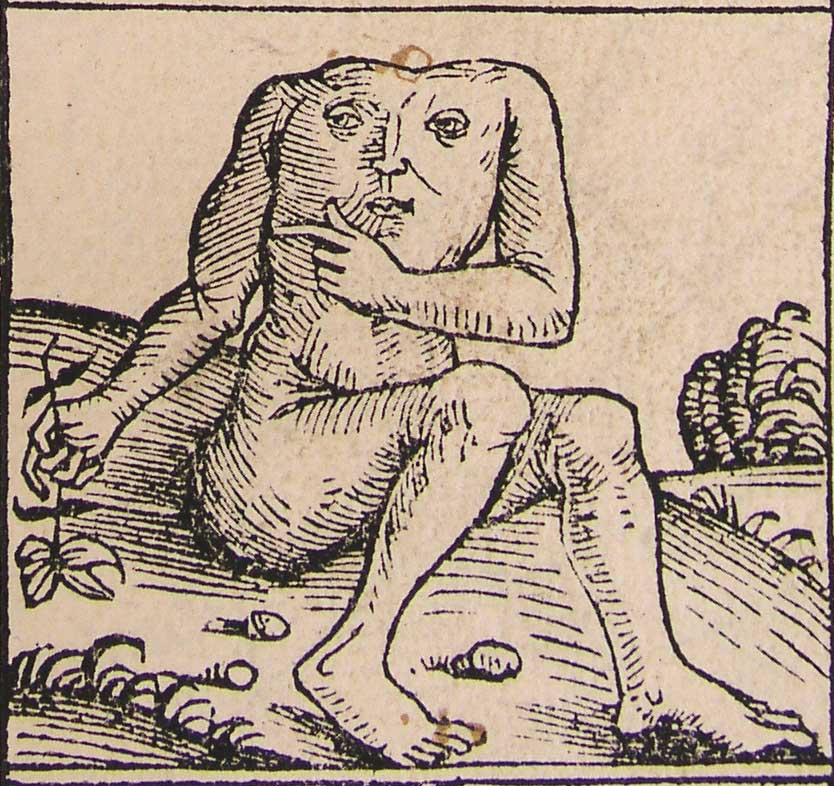
Блеммий. Рисунок из «Нюрнбергской хроники», 1493 год

Акефалы (греч. ἀκέφαλοι — безглавые) или Блеммии (лат. Blemmyae, греч. βλέμμυες) — вымышленная раса человекоподобных существ, у которых нет головы, а глаза и рот расположены на груди. Первое известное описание акефалов имеется в «Истории» Геродота. Плиний Старший назвал подобных существ блеммиями в «Естественной истории» (в книге V, 8).
Местом их обитания в древности и в Средневековье считали Африку, обычно — территории к югу от Египта: Нубию, Куш, Эфиопию, изредка — страны Юго-Восточной Азии. Иногда описывались как существа необычайно высокого роста.
Происхождение легенды о блеммиях связано, возможно, с реальным племенем с таким названием, жившим в Нубии и сражавшимся с римскими войсками. На своих доспехах и щитах они часто изображали крупные человеческие лица, и издалека действительно могло показаться, что это их собственные лица, находящиеся на уровне груди или живота.